# Çeltik (district)
Çeltik is een Turks district in de provincie Konya en telt 11.505 inwoners (2007). Het district heeft een oppervlakte van 554,5 km². Hoofdplaats is Çeltik.
De bevolkingsontwikkeling van het district is weergegeven in onderstaande tabel.
| 1997   | 2000   | 2007   |
| ------ | ------ | ------ |
| 11.491 | 14.460 | 11.505 |